# Films Albatros
Films Albatros (Société des films Albatros) was een Franse filmproductiemaatschappij, eigendom van de Russische emigrant Aleksander Kamenka, die actief was tussen 1922 en 1930.

## Geschiedenis
Films Albatros was gevestigd in de voormalige studio Pathé in Montreuil bij Parijs. Deze studio uit 1904 had een metalen constructie met glazen wanden en een glazen dak om gebruik te kunnen maken van natuurlijk licht. De filmstudio was gesloten kort na de Eerste Wereldoorlog wegens de groeiende concurrentie van films uit de Verenigde Staten. In 1920 nam Ermolieff-Films de studio over. Deze filmproductiemaatschappij werd geleid door Joseph Ermolieff (1889-1962) samen met Aleksander Kamenka (1888-1969). Beiden waren Russische emigranten gevlucht na de Russische Revolutie. Ermolieff had de Moskovitische vestiging van Pathé geleid. Kamenka was de zoon van een bankier. Hij nam in 1922 het bedrijf over, toen Ermolieff verhuisde naar Duitsland om daar te werken als filmproducent. Kamenka noemde zijn bedrijf Société des films Albatros.
Films Albatros werkte met Russische cineasten, acteurs en technici. Enkele van de acteurs waren Ivan Mosjoukine (1889-1939) en Natalia Lisenko (1884-1969). Maar het bedrijf werkte ook met Franse cineasten als Henri Étiévant (1870-1953), Marcel L'Herbier (1888-1979), René Clair (1898-1981) en Robert Boudrioz (1887-1949). Ook de Franse acteur Charles Vanel (1892-1989) speelde in Albatros-films. De studio produceerde een groot aantal films tussen 1922 en 1928. Films Albatros introduceerde belichtingstechnieken uit Rusland en de theorieën over acteren van Konstantin Stanislavski in de Franse cinema. Filmcriticus Henri Langlois noemde Films Albatros l'école russe de Montreuil ("de Russische school van Montreuil").
De komst van de geluidsfilm in 1929 betekende de doodsteek voor de studio. Het gebouw werd verkocht aan een metaalverwerkend bedrijf. In 1997 werd de studio in Montreuil beschermd. Als Espace Albatros werd de ruimte een cultureel centrum.